# Eberhard Rinne
Manfred Eberhard Rinne (* 10. November 1938 in Rinteln; † 5. Juli 2023) war ein deutscher Jurist. Er war von 1986 bis 2003 Richter am Bundesgerichtshof.

## Leben
Rinne besuchte das Gymnasium Ernestinum in seiner Heimatstadt, wo er 1959 das Abitur ablegte. Nach dem Studium der Rechtswissenschaft trat er im Jahr 1968 in den Justizdienst des Landes Niedersachsen ein. Seit 1971 ist er Richter auf Lebenszeit. Von 1975 bis 1979 war er an das Bundesverfassungsgericht und danach bis 1981 an den Bundesgerichtshof abgeordnet. Während der Zeit seiner Abordnung wurde er zum Richter am Oberlandesgericht ernannt. Von 1982 bis 1985 war Rinne am Oberlandesgericht Celle in einem Zivilsenat tätig.
Am 2. Januar 1986 wurde Rinne zum Richter am Bundesgerichtshof ernannt. Nach kurzer Zugehörigkeit zum II. Zivilsenat war Rinne seit März 1986 Mitglied des III. Zivilsenats, seit 1994 als dessen Vorsitzender. Ebenfalls seit 1994 hatte Rinne auch den Vorsitz im Senat für Notarsachen inne.
Seit Januar 1999 gehörte Rinne dem Präsidium des Bundesgerichtshofs an.
Zum 30. November 2003 trat Manfred Eberhard Rinne nach Erreichen der Altersgrenze in den Ruhestand.